# Manuel Meaños
Manuel Andrés Meaños (Avellaneda, Argentina 21 de octubre de 1902-29 de abril de 1959), también era conocido como Marcos J. Méndez o Manuel A. Meaños, fue un letrista, escritor y periodista argentino.

## Actividad profesional
Mientras estudiaba el bachillerato en el colegio nacional Bernardino Rivadavia dio a conocer en 1915 sus primeros versos en periódicos locales. Después estrenó diversas obras breves con conjuntos vocacionales y el 20 de mayo en 1932 la compañía de Olinda Bozán representó en el Teatro Apolo su obra La Rival de Greta Garbo, que escribió en colaboración con Osvaldo Sosa Cordero.
Desde 1940, dirigió en el Teatro Maipo la actividad vinculada al género de revistas y simultáneamente colaboraba con Enrique Santos Discépolo en sus temporadas del Teatro Casino.
Meaños escribió comedias que se representaron en los teatros Apolo, Boedo, Buenos Aires, Cómico, Presidente Alvear,  así como en salas del interior del país y de Montevideo. Algunos de sus títulos son La dama de púrpura, Fútbol, cach y radio, Mendocino y mártir, Quien malandra, mal acaba, San Agustín y Los vecinos son los peores.

## Compositor
Escribió la letra de algunos tangos de marcada divulgación, como Mi dolor y La reja, con música de Carlos Marcucci; Porque soy reo, con la cantante y actriz de radioteatro Herminia Velich; De puro guapo con Pedro Laurenz, estrenada por este con su orquesta en los bailes de Carnaval del Club Atlético Independiente en 1935; Mentiras de amor, con Francisco De Caro; Indiferencia con Luis Petrucelli (homónimo al de Juan Carlos Thorry y Rodolfo Biagi); Duda, con Roberto Zerrillo y Juan Carlos Howard;  Olvídalo, con Pedro Gagliano;  Guitarra mía, con Keppler Lais; Cansancio, con Federico Scorticati y Alberto Gómez, grabado por Gómez con acompañamiento de guitarras el 6 de mayo de 1936; Desesperanza, con Federico Scorticati, grabado por la Orquesta Típica Victor con la voz de Mario Pomar; Desengaños con Ciriaco Ortiz; No tengas más que un amor , con Oscar Napolitano; En las sombras , con Joaquín Mauricio Mora que le grabara Roberto Maida con la orquesta de Francisco Canaro el 25 de octubre de 1936 y Alberto Marino con la orquesta de Armando Pontier el 1° de abril de 1968 y el vals Ilusión de Pierrot con Julio De Caro .

## Libretista de radio
La popularidad nacional le llega a Meaños por su actividad en la radiotelefonía, donde escribió libretos para Radio Belgrano, Radio Splendid, Radio París y Radio El Mundo en las cuales figuras estelares interpretaban los personajes que había creado: Tomás Simari, Mario Fortuna, Pepe Iglesias, “El Zorro”. 
En 1940 Meaños hizo los libretos del programa de gran éxito Filomeno Chichipío, que animaba Tito Martínez del Box y que se transmitía los lunes y martes a las 21 horas por Radio Belgrano con el auspicio de aceite Ricoltore; tratando las andanzas de este personaje con 16 hijos encarnado por Tino Tori esbozaba con una visión lúcida y tierna a la vez una crítica de costumbres de los argentinos. En 1943 Meaños escribió los libretos de Kolinolandia por Radio Splendid y de Glostorino Perriño, encarnado por Nicolás Viola, por Radio Belgrano. En 1944 presentó un programa con Adolfo Stray y Salvador Striano pero solo duró 7 emisiones por su escasa repercusión, en tanto con El Gordito Soñador lograba aceptable aceptación por Radio Belgrano. El 1° de marzo de 1945 arrancó por Radio Belgrano en horario de martes y viernes a las 21 horas y con intervención de la orquesta de Feliciano Brunelli y el auspicio de Kolynos, un nuevo programa de Buono-Striano que se convierte en un gran éxito y se reiterará al año siguiente. En 1946 hizo también los libretos de Danielito, para Radio Belgrano, los de Villita-Biondo y Ferrara, periódico a domicilio –auspiciado por Casa Muñoz los martes y jueves a las 21 horas- para Splendid; los de El profesor Monteagudo que interpreta Roberto Galán por  Splendid; los de El hogar de Victorio Rimplanto, que hizo con la colaboración de Mario Faig, que tuvo corta vida por Belgrano con la interpretación de Marcos Caplán, Hilda Viñas, Raúl Sánchez Reynoso y Federico Domínguez.
En 1948 Meaños hizo para Radio Belgrano los libretos de tres programas: Alegría burbujeante –auspiciado por Sal de Frutas Eno los lunes y miércoles a las 20:40 con la interpretación de Hilda Viñas, Salvador Fortuna y Carlos Ginés; La familia humorística –miércoles y domingos a las 21:30- y Vittorio, el mago de la navaja, donde Meaños utilizaba elementos que ya había usado sin éxito en el Radioteatro atómico, un programa que tiempo atrás había guionado para Pablo Palitos satirizando ese género.
En El Ñato Desiderio, desde el 2 de junio de 1949 Mario Fortuna popularizó los dichos “garrá lo libro, que no muerden” y "Mamá, gracias por haberme hecho buen mozo", que años después adaptó Pepe Biondi, haciendo un muchacho de barrio que tiene utópicos ideales de formación académica pero también la marca indeleble de su baja condición social, Pepe Iglesias interpretaba una variedad de personajes y Tomás Simari en El agente Medina era el ejemplo del buen policía de barrio, como había en la realidad en aquel año 1949, al punto tal que las autoridades policiales condecoraron con una medalla al actor agradeciéndole lo bien que le hacía a la imagen de la institución. Félix Mutarelli, Blanca del Prado y Elena Lucena animaban los personajes de La culpa la tiene el fútbol, episodios cómicos de la novela radial de costumbres populares.
En 1950 Meaños escribió los libretos de la parodia gauchesca Anastasio Sietevelos que interpretaban Tincho Zabala, Hilda Viñas y Nelly Láinez, entre otros, por Radio Belgrano martes y sábados a las 12:30 horas y de Monsieur Canesú, que iba por Splendid miércoles y domingos a las 20 horas con el auspicio comercial de Palmolive. En este programa el protagonista Fidel Pintos interpretaba con maestría a un porteño avivado que simulaba un modisto afrancesado y amanerado que hacía disparatadas descripciones del atuendo femenino y finalizaba con la frase; “Chau…besitos para todas…leonas mías.”.En el ciclo 1958, bajo la presidencia de Arturo Frondizi quien impulsaba la industria petrolera, se modificó el saludo de cierre diciendo: “Leonas mías, con los hombres, menos petróleo, más energía.”
En 1952 escribió los libretos de Loco Lindo Baldomero que se transmitió por Belgrano. En 1955 hizo para los personajes que interpretaban José Marrone y Nelly Láinez en Perucho, flor de taximetrero por Belgrano.
Otros artistas que interpretaron sus libretos fueron José Ramírez, Tino Tori, y tantos otros no menos conocidos. Se recuerdan también sus libretos de Amor y cocktail, Cachito de cielo, Créase o no, La juventud de Filomeno, Mangacha y Farolito, los locos del cine, Padre viudo y mártir, Ramón Porriño, Zacarías la Grande, El disco de la risa, Lo que pasó en la oficina y Gran Revista Musical, entre otros.
La actriz Nelly Láinez hablando de la radiodifusión de las décadas de 1940 y 1950 evocaba así a Manuel Meaños:

”Fue un hombre íntegro, noble y talentoso, tal vez el mejor de todos. Además era tan buen mozo y tan elegante que todas las chicas estábamos enamoradas de él.”

## Colaboración en revistas
Además colaboró en las revistas Rico Tipo, Radiolandia  y Patoruzú.

## Guionista
En 1936 escribió el argumento de ¡Goal!, película dirigida por Luis José Moglia Barth y protagonizada por Sofía Bozán, Severo Fernández y Pedro Quartucci. Más adelante fue el autor de los guiones de algunas películas de comedia como Fantasmas en Buenos Aires (1942), con Pepe Arias y Zully Moreno; Cándida, la mujer del año (1943), un gran éxito de Niní Marshall, ambas con la dirección de Enrique Santos Discépolo y El sonámbulo que quería dormir (1956), dirigida por Juan Sires con la actuación de Alfredo Barbieri y Margarita Padín.
Falleció el 29 de abril de 1959 en Avellaneda, ciudad en la cual una calle lleva su nombre en su homenaje.